# Grote wezelmaki
De grote wezelmaki (Lepilemur mustelinus)  is een zoogdier uit de familie van de wezelmaki's (Lepilemuridae). De wetenschappelijke naam van de soort werd voor het eerst geldig gepubliceerd door Isidore Geoffroy Saint-Hilaire in 1851.

## Kenmerken
Het dier heeft grijpvoeten en een lange, zachte, bruine vacht, die bij de staartpunt meer naar zwart overgaat. Beide ogen zijn voorwaarts gericht voor een stereoscopisch zicht, zodat de dieren afstanden goed kunnen inschatten. De lichaamslengte bedraagt 30 tot 35 cm, de staartlengte 25 tot 30 cm en het gewicht 1 kg.

## Leefwijze
Het voedsel van deze ’s nachts actieve lemure bestaat hoofdzakelijk uit vruchten en bladeren. Dit solitaire dier bewoont een territorium met een oppervlakte van 0,15 tot 0,5 hectare.

## Verspreiding
Deze solitaire soort komt voor in de tropische bossen van Noordoost-Madagaskar.
Lepilemur aeeclis · Lepilemur ahmansoni · Lepilemur ankaranensis · Lepilemur betsileo · Grijsrugwezelmaki (Lepilemur dorsalis) · Milne-Edwards wezelmaki (Lepilemur edwardsi) · Lepilemur fleuretae · Lepilemur grewcocki · Lepilemur hollandorum · Lepilemur hubbardi · Lepilemur jamesi · Witvoetwezelmaki (Lepilemur leucopus) · Kleintandwezelmaki (Lepilemur microdon) · Lepilemur milanoii · Grote wezelmaki (Lepilemur mustelinus) · Lepilemur otto · Lepilemur petteri · Lepilemur randrianasoloi · Roodstaartwezelmaki (Lepilemur ruficaudatus) · Lepilemur sahamalaza · Lepilemur scottorum · Lepilemur seali · Noordelijke wezelmaki (Lepilemur septentrionalis) · Lepilemur tymerlachsoni · Lepilemur wrighti